# Tripolitaine italienne
1927–1934
Entités précédentes :
- Libye italienne

Entités suivantes :
- Libye italienne

La Tripolitaine italienne était une colonie italienne, située dans l'actuelle Libye du nord-ouest, qui a existé de 1927 à 1934.
Elle a fait partie du  territoire Nord-Africain italien conquis sur l'Empire Ottoman en 1911. La Tripolitaine italienne comprenait à l'ouest la moitié nord de la Libye et Tripoli en était la principale ville. Elle comprenait également le Fezzan.

## Histoire

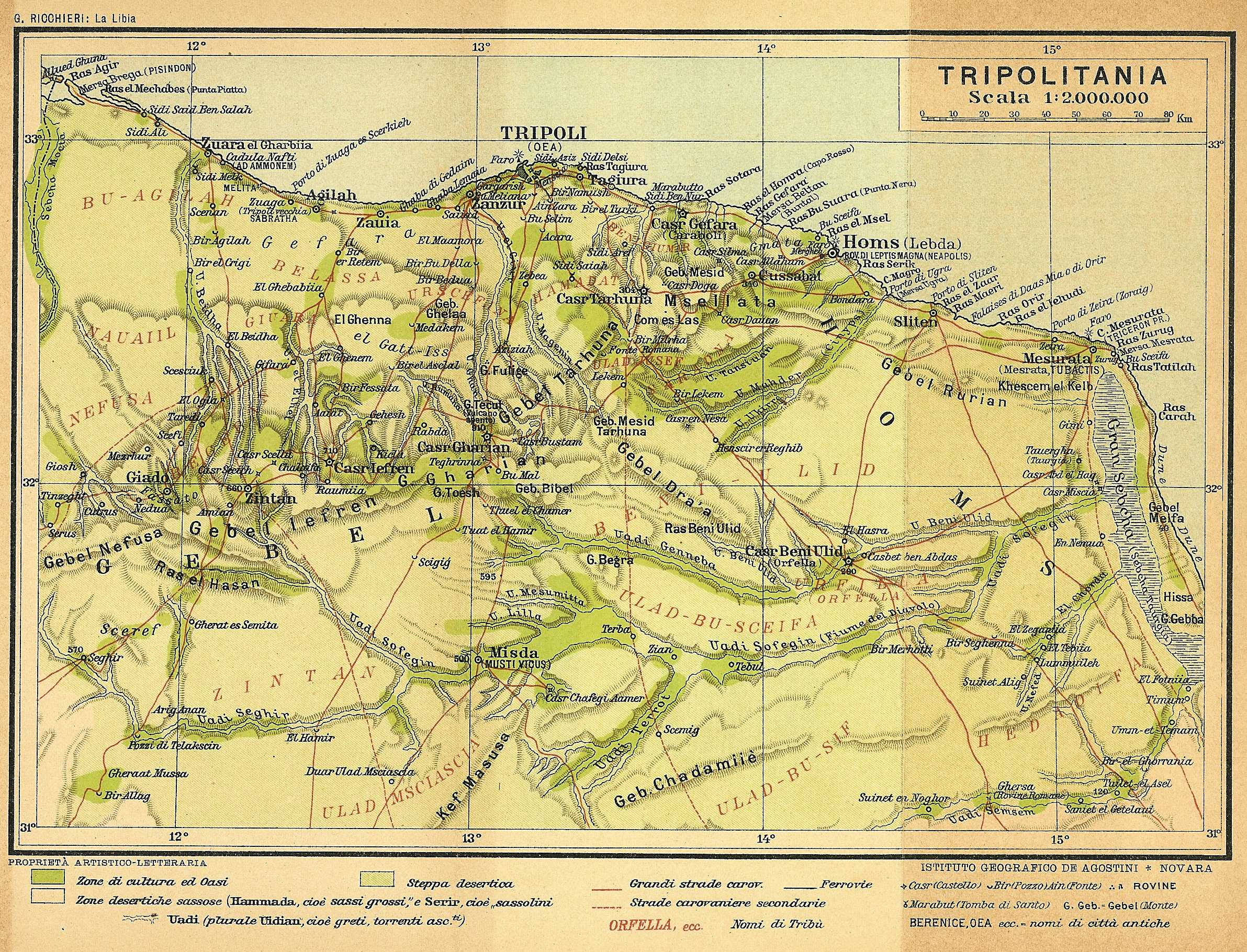
La Tripolitaine en 1913. Le vert indique les zones agricoles.

En 1927, la Tripolitaine et la Cyrénaïque deviennent des entités coloniales indépendantes de L'Afrique du Nord italienne. En 1934, la Tripolitaine et la Cyrénaïque intègrent la Libye italienne.
À la fin des années 1930, un grand nombre de colons italiens se rendent en Tripolitaine. Ces colons s'installent principalement dans le Sahel de Al-Jefara et à Tripoli. En 1939, on compte près de 60 000 italiens ; la  plupart vivent à Tripoli, dont la population comptait environ 40 % d'Italiens. Toutes les zones côtières de la Tripolitaine bénéficient d'améliorations économiques sensibles. Les Italiens créent le Grand Prix de Tripoli, une course automobile de renommée internationale.
En décembre 1934,  de nombreux droits sont accordés aux populations autochtones libyennes, appelés par Benito Mussolini « Musulmans italiens »  : liberté individuelle, droit à l'emploi, inviolabilité du domicile et des biens, droit de rejoindre l'armée et les administrations civiles, et droit de faire une carrière.

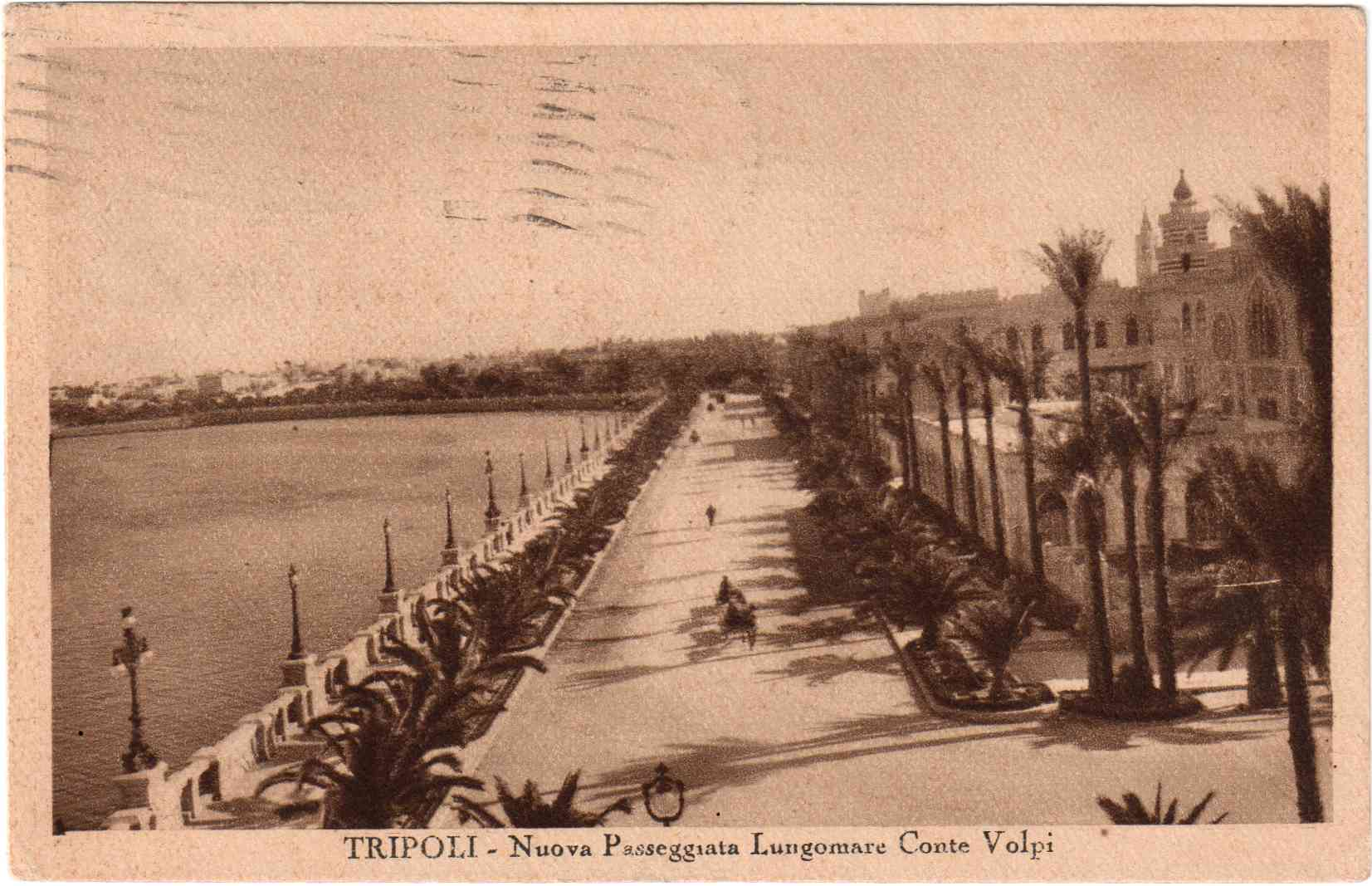
Carte postale de Tripoli en 1934.

En 1943, la région est envahie et occupée par les Alliés, mettant un terme à la présence coloniale italienne.
Après la Seconde Guerre mondiale, L'Italie a tenté de conserver ses colonies, dont la Tripolitaine, mais a dû y renoncer dans le traité de Paris en 1947.

## Administration
Après la reconquête, la tripolitaine italienne est réorganisée en sept commisariats et trois zones, avec comme capitale Tripoli.
Le décret-loi no 99 du 24 janvier 1929 institue un gouvernement unique entre la Tripolitaine et Cyrénaïque, la tripolitaine ayant un gouverneur et la Cyrénaïque un vice-gouverneur subordonné au premier.
Après la fusion dans le Governatorato Generale della Libia, le gouverneur Italo Balbo divise en 1937 la Libye italienne en quatre provinces annexées au royaume d'Italie et un territoire saharien. La Tripolitanie en particulier est partagée en deux provinces, celle de Tripoli et celle de Misurata.
La province de Tripoli, la plus importante, a été divisée comme suit :
- Tripoli
- Zawiya
- Sugh el Giumaa
- Nalout
- Gharyan[6].

## Infrastructure

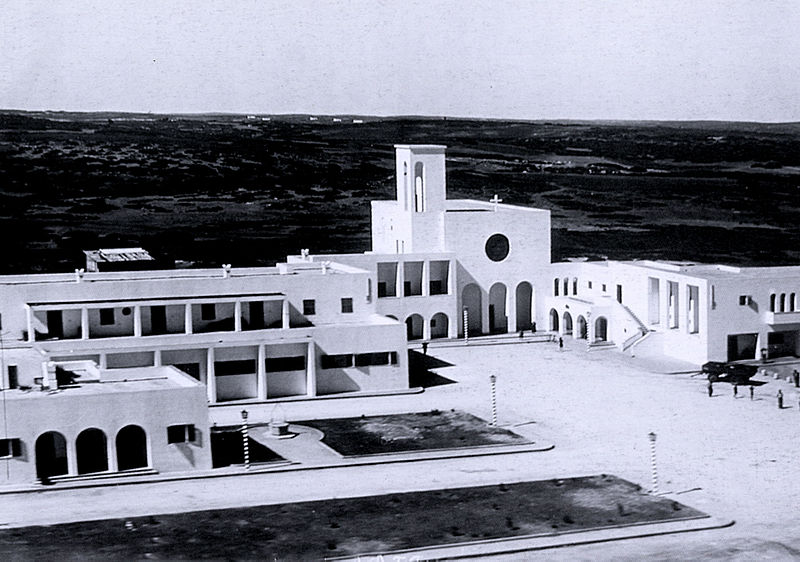
Un village

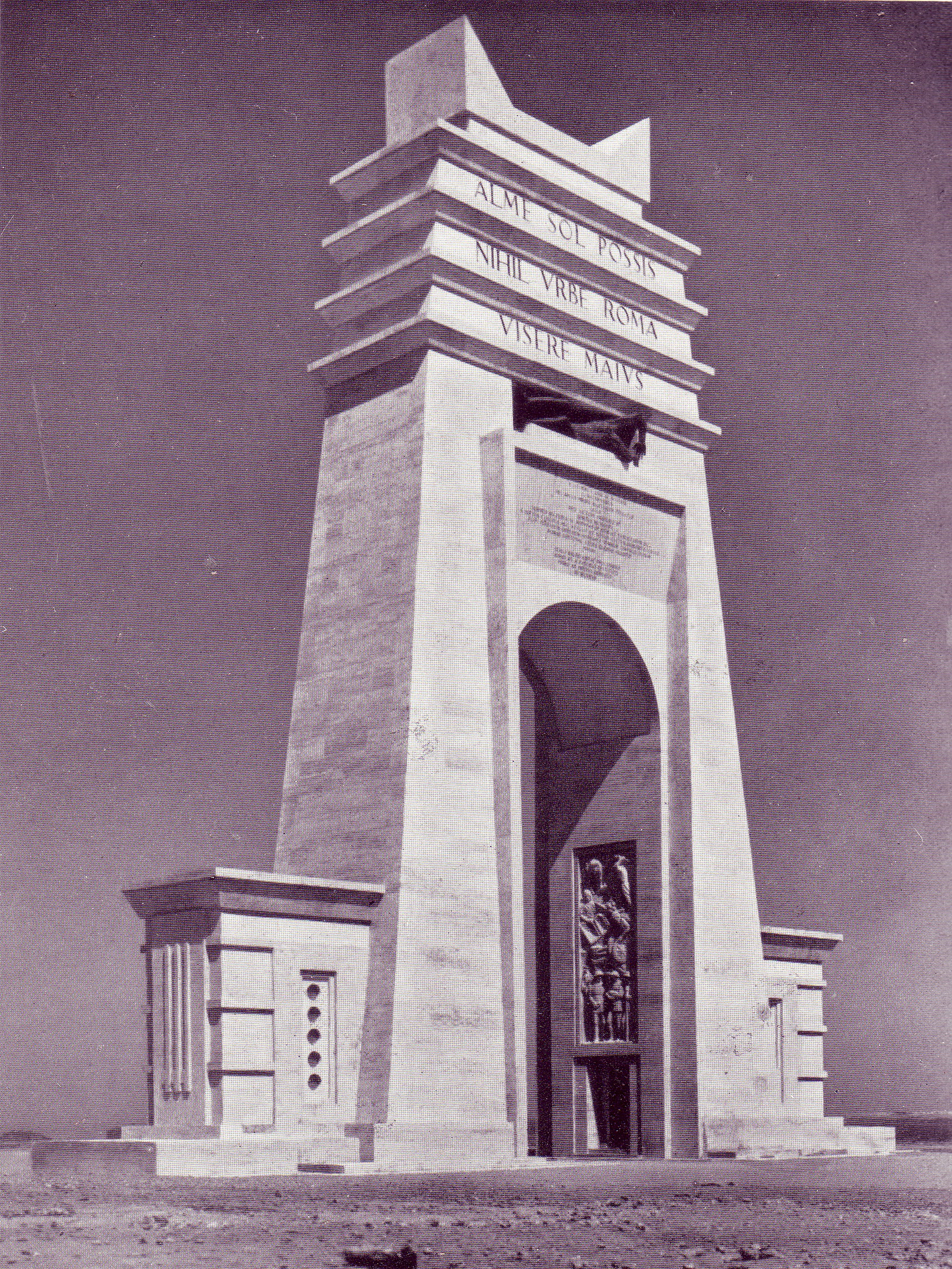
Arco dei Fileni construit en 1937 sur initiative de Italo Balbo d'après le projet de Florestano Di Fausto aux confins entre la Cyrénaïque et la Tripolitaine, détruit par Mouammar Kadhafi en 1973

La Tripolitaine italienne a bénéficié de nombreuses infrastructures. Les plus importantes sont la route côtière entre Tripoli et Benghazi (Litoranea Balbo),et les chemins de fer Tripoli-Zouara, Tripoli-Garian et Tripoli-Tagiura, ainsi que l'élargissement du port de Tripoli et la création de l'aéroport de Tripoli.
Pendant les années 1930, des villages ont été créés sur la côte Tripolitaine.

## Chronologie
- 1911 : début de la guerre Italo-turque. Conquête de Tripoli et Khoms[10].
- 1912 : le traité de Lausanne met fin à la guerre italo-turque. La Tripolitaine et de la Cyrénaïque sont cédées à l'Italie[11].
- 1914 : l'avancée de Ghat (août) met la Tripolitaine, Fezzan compris, sous la suzeraineté italienne, mais en raison de la perte de Sabha (novembre) reprise par les hommes de la résistance, les forces italiennes doivent se retirer.
- 1915 : les défaites de Wadi Marsit et Al Gardabiya obligent les forces italiennes à se retirer à Tripoli, Zouara et Khoms[12].
- 1922 : les forces italiennes occupent Misrata et se lancement à la reconquête de la Tripolitaine.
- 1924 : avec la conquête de Syrte, la plupart de la Tripolitaine (à l'exception du désert de Syrte) est italienne.
- Hiver 1927-1928 : Le lancement  des opérations du 29e parallèle, menées conjointement par les gouvernements de la Tripolitaine et de la Cyrénaïque,  mène à la conquête du golfe de Syrte, réunissant les deux colonies[13].
- 1929 : Pietro Badoglio devient gouverneur unique de la Tripolitaine et de la Cyrénaïque.
- 1929-1930 : conquête du Fezzan.
- 1934 : la Tripolitane est incorporée dans la Libye italienne[14].